# Roy Andersson (calciatore)
Roy Andersson (Malmö, 2 agosto 1949) è un ex calciatore svedese, di ruolo difensore.
È padre di Patrik e Daniel Andersson, anch'essi divenuti calciatori con presenze in Nazionale.

## Carriera
Ha legato la sua carriera al Malmö FF giocandovi 15 stagioni (dal 1968 al 1983) per un totale di 327 presenze e 21 reti. Tra i trofei vinti dal giocatore figurano cinque edizioni della Allsvenskan e un Guldbollen nel 1977. Conta 20 presenze in nazionale tra il 1974 e il 1978, prendendo parte alla rosa dei convocati del campionato del mondo 1978.

## Statistiche

### Presenze e reti nei club
| Stagione | Squadra  | Campionato  | Campionato | Campionato |
| Stagione | Squadra  | Comp        | Pres       | Reti       |
| -------- | -------- | ----------- | ---------- | ---------- |
| 1968     | Malmö FF | Allsvenskan | -          | -          |
| 1969     | Malmö FF | Allsvenskan | 22         | 2          |
| 1970     | Malmö FF | Allsvenskan | 22         | 1          |
| 1971     | Malmö FF | Allsvenskan | 21         | 1          |
| 1972     | Malmö FF | Allsvenskan | 22         | 3          |
| 1973     | Malmö FF | Allsvenskan | 26         | -          |
| 1974     | Malmö FF | Allsvenskan | 26         | -          |
| 1975     | Malmö FF | Allsvenskan | 26         | -          |
| 1976     | Malmö FF | Allsvenskan | 14         | -          |
| 1977     | Malmö FF | Allsvenskan | 26         | -          |
| 1978     | Malmö FF | Allsvenskan | 25         | 2          |
| 1979     | Malmö FF | Allsvenskan | 3          | -          |
| 1980     | Malmö FF | Allsvenskan | 12         | 1          |
| 1981     | Malmö FF | Allsvenskan | 22         | 2          |
| 1982     | Malmö FF | Allsvenskan | 20         | 4          |
| 1983     | Malmö FF | Allsvenskan | 21         | -          |

## Palmarès

### Club
- Campionato svedese: 5

1970, 1971, 1974, 1975, 1977
- Coppa di Svezia: 4

1973, 1974, 1975, 1978

### Individuale
- Guldbollen: 1

1977